# UKS Lider Katowice
UKS Lider Katowice (właściwie: Uczniowski Klub Sportowy „Lider”) – klub sportowy w Katowicach, z siedzibą przy ulicy Sportowej 29. Powołany w 1998 roku przy Szkole Podstawowej nr 18 w Katowicach, a jego polem działania jest biathlon.

## Charakterystyka
UKS Lider Katowice ma swoją siedzibę przy ulicy Sportowej 29 w Katowicach, na terenie dzielnicy Dąb. Założony został przez Adama Kołodziejczyka w listopadzie 1998 roku, a jego współzałożycielką była Dagmara Gerasimuk. Od początku działa przy Szkole Podstawowej nr 18 w Katowicach, z której pochodzili pierwsi członkowie klubu i pierwsi medaliści.
Jest jednym z dwóch katowickich klubów, obok AZS-AWF Katowice, w którym uprawia się biathlon – obydwa zrzeszone są w Polskim Związku Biathlonu. Celem klubu jest m.in. nauka biathlonu, narciarstwa biegowego i strzelectwa sportowego. Klub realizuje swoje cele m.in. przez wspomaganie szkolnych zajęć wychowania fizycznego czy organizację różnego typu form współzawodnictwa sportowego i wyjazdów sportowo-rekreacyjnych. Trenuje w nim młodzież zarówno z Katowic, jak i sąsiednich miast. Współpracuje z AZS-AWF Katowice oraz z BOSSM Wodzisław Śląski. 
Prezesem klubu jest Adam Kołodziejczyk (stan na 2025 rok), który był trenerem polskiej kadry narodowej i olimpijskiej w biathlonie. 

## Osiągnięcia
Mistrzostwa świata w biathlonie zimowym:
- 2013: Monika Hojnisz – 3. miejsce[11]

Mistrzostwa Polski w biathlonie zimowym:
- 2011: bieg masowy – Monika Hojnisz – 1. miejsce[12]
- 2011: sprint – Monika Hojnisz – 2. miejsce[12]
- 2011: bieg pościgowy – Monika Hojnisz – 3. miejsce[12]
- 2012: bieg masowy – Monika Hojnisz – 2. miejsce[12]
- 2012: sprint – Monika Hojnisz – 3. miejsce[12]
- 2013: sprint – Monika Hojnisz – 3. miejsce[12]
- 2014: sprint – Monika Hojnisz – 3. miejsce[12]

Mistrzostwa Polski w biathlonie letnim:
- 2013: bieg indywidualny – Monika Hojnisz – 1. miejsce[13]
- 2013: bieg masowy – Monika Hojnisz – 1. miejsce[13]
- 2013: sprint - Monika Hojnisz – 1. miejsce[13]
- 2014: bieg indywidualny – Monika Hojnisz – 3. miejsce[13]
- 2014: bieg masowy – Monika Hojnisz – 1. miejsce[13]
- 2014: sprint – Monika Hojnisz – 1. miejsce[13]
- 2015: sprint – Monika Hojnisz - 1. miejsce[13]
- 2022: sprint – Daria Gembicka – 2. miejsce[13]

Do innych osiągnięć należą: 2 medale (0-0-2) Mistrzostw Świata Juniorów w 2010 roku, 3 medale (1-1-1) Mistrzostw Europy Juniorów w biathlonie zimowym w 2010 roku, 2 medale (0-0-2) Mistrzostw Świata Juniorów w biathlonie letnim w 2010 roku i 2 medale (1-1-0) Mistrzostw Europy Juniorów w biathlonie letnim w 2010 roku.
Klub kilkukrotnie otrzymywał nagrodę Prezydenta Miasta Katowice w Dziedzinie Sportu. W 2013 roku nagrodę dla najlepszych sportowców otrzymała zawodniczka Monika Hojnisz, a w kategorii najlepszy działacz sportowy/trener Adam Kołodziejczyk. Otrzymali oni również nagrodę w kolejnym roku. W 2020 roku zawodniczka Daria Gembicka otrzymała nagrodę w kategorii „Sportowa nadzieja Katowic”.

## Znani zawodnicy
- Daria Gembicka[15][16]
- Patrycja Hojnisz[11]
- Monika Hojnisz-Staręga[4][17]
- Rafał Lepel[11][17]